# З латвійського берега
«З Латвійського берега» — авторська поетична антологія Юрія Завгороднього з перекладами на українську латиських поетів. Представницький зріз латиської поезії ХХ століття включно з діаспорними представниками.
Вихідні дані:
| З латвійського берега. Мала антологія латиської поезії у перекладах Юрія Завгороднього. — Львів: Кальварія, 2007. |
Антологія містить більше десяти тисяч поетичних рядків (450 сторінок) сімдесяти трьох латиських поетів. До фотографії кожного поета додано біографічні відомості та розповідь про творчі здобутки.
Антологія є результатом 40-річної праці українського письменника та перекладача Юрія Завгороднього (1940–2012), який мав латиське коріння і більш як 20 років жив і працював у Латвії.
Є першим масштабним виданням латиської поезії українською мовою.
Виданню антології сприяли Посол Латвії в Україні Андріс Вілцанс та Посол України в Латвії Рауль Чилачава. Видання побачило світ завдяки підтримці Фонду культурного капіталу, який є одним із найбільших фінансистів культурологічних проектів у Латвії.